# Tworki (Świerże-Panki)
Tworki – część wsi Świerże-Panki w Polsce położona w województwie mazowieckim, w powiecie ostrowskim, w gminie Zaręby Kościelne.
W latach 1975–1998 Tworki administracyjnie należały do województwa łomżyńskiego.